# Blanche a Castiliei
Blanche a Castiliei (în spaniolă Blanca de Castilla) (4 martie 1188 – 26 noiembrie 1252) a fost regină consoartă a Franței ca soție a regelui Ludovic al VIII-lea. A fost regentă de două ori în timpul domniei fiului ei, Ludovic al IX-lea. 

## Biografie
S-a născut la Palencia (Spania), în 1188, ca a treia fiică a regelui Alfonso al VIII-lea al Castiliei și a soției lui, Eleonora a Angliei.
Prin Tratatul de la Le Goulet între Filip al II-lea al Franței și Ioan al Angliei, sora prințesei Blanche, Urraca, a fost logodită cu fiul cel mare a lui Filip, Ludovic. Familiarizată  cu cele două surori, bunica lor, Eleanor de Aquitania, s-a gândit că personalitatea Blanchei s-ar potrivi mai bine rolului de regină a Franței. În primăvara anului 1200, Eleanor a traversat Munții Pirinei cu Blanche și a adus-o în Franța.
La 22 mai 1200 tratatul a fost semnat iar căsătoria a fost celebrată a doua zi, la Port-Mort, pe malul drept al Senei. Căsătoria a fost consumată după câțiva ani și Blanche a născut primul ei copil în 1205.